# Richard II của Anh
Richard II (6 tháng 1, 1367 – c. 14 tháng 2, 1400), còn được gọi là Richard xứ Bordeaux, là Vua của Anh từ 1377 đến khi bị lật đổ ngày 30 tháng 9 năm 1399. Richard, con trai của Edward, Hoàng tử đen, chào đời Bordeaux dưới thời của hoàng tổ phụ, Edward III. Richard có một người anh trai là Edward xứ Angoulême; sau khi ông này chết, Richard, lúc đó mới 4 tuổi, đứng thứ hai trong danh sách kế vị sau phụ thân. Đến khi cha của Richard qua đời (trước cái chết của Edward III một năm), Richard, theo chế độ trưởng nam kế tự, trở thành người thừa kế ngai vàng. Sau cái chết của Edward III, Richard lên kế tự lúc mới 10 tuổi.
Trong những năm đầu Richard làm vua, chính phủ nằm trong tay một nhóm hội đồng. Hầu hết các quý tộc phong kiến ưa chuộng một chế độ như vậy hơn là phải lập hội đồng nhiếp chính mà đứng đầu là thúc phụ của nhà vua, John xứ Gaunt, tuy nhiên Gaunt vẫn nắm nhiều ảnh hưởng. Thách thức đầu tiên trong thời trị vì là Khởi nghĩa nông dân năm 1381. Nhà vua trẻ đóng một vai trò quan trọng trong chiến dịch đàn áp thành công cuộc nổi dậy này. Tuy nhiên trong những năm sau đó, sự phụ thuộc của nhà vua vào một số ít các cận thần đã gây ra sự bất mãn giữa những người có thế lực, và năm 1387, thực quyền trong chính phủ rơi vào tay một nhóm các quý tộc gọi là Lords Appellant. Đến năm 1389 Richard giành lại quyền lực, và trong tám năm tiếp theo ông cầm quyền trong sự hòa hợp với các đối thủ cũ.
Năm 1397, Richard đã trả thù phe Appellant, nhiều người trong số họ bị xử tử hoặc lưu đày. Hai năm tiếp theo, các sử gia mô tả là thời kì "độc tài" của Richard. Năm 1399, sau khi John xứ Gaunt chết, nhà vua tước quyền thừa kế của con trai Gaunt, Henry xứ Bolingbroke, ông này trước đó đã phải bị lưu đày. Henry xâm chiếm nước Anh vào tháng 6 năm 1399 với một lực lượng nhỏ nhưng lớn mạnh lên nhanh chóng. Đòi hỏi ban đầu chỉ là lấy lại tài sản, nhưng rất nhanh sau đó nó đã ông ta đã lộ rõ tham vọng giành ngai vàng cho chính mình. Không gặp nhiều sự chống cự, Bolingbroke lật đổ Richard và tự lập làm vua tức vua Henry IV. Richard chết trong cảnh giam cầm vào tháng 2 năm 1400; ông bị cho là đã bị bỏ đói đến chết, mặc dù vẫn còn những nghi vấn liên quan đến kết cục sau cùng của ông.
Richard được cho là cao lớn, đẹp đẽ và thông minh. Có lẽ ông không điên khùng, như nhiều nhà sử học trước kia tin rằng, ông có thể mắc một chứng bệnh mà ngày nay gọi là "rối loạn nhân cách" vào cuối triều đại của ông. Ít hiếu chiến hơn so với phụ thân và tổ phụ, ông đã tìm cách chấm dứt Chiến tranh Trăm năm mà Edward III đã khởi xướng. Ông có niềm tin mạnh mẽ vào đặc quyền hoàng gia, thứ sẽ dẫn đến việc ông kiềm chế sức mạnh của tầng lớp quý tộc, và dựa vào tùy tùng của bản thân để thay thế cho sự bảo hộ của quân đội; trái ngược với triều đình trọng võ của tổ phụ, ông dựng một bầu không khí tao nhã tại triều đình, trong đó nhà vua là hình tượng cao cả, cùng nghệ thuật và văn hóa là trọng tâm.
Danh tiếng của Richard sau khi chết đã bị định hình bởi mức độ ảnh hưởng lớn của Shakespeare, tác giả vở kịch Richard II miêu tả nền cai trị tồi tệ của Richard và việc ông bị lật đổ bởi Bolingbroke là nguyên do của Chiến tranh Hoa hồng thế kỉ XV. Các sử gia hiện đại không chấp nhận sự giải thích này, trong khi không minh oan của Richard khỏi mọi trách nhiệm trong việc chính ông bị lật đổ. Hầu hết các chuyên gia nhận định rằng, mặc dù những chính sách của ông không phải là hoàn toàn không hoặc chưa từng hợp với thực tế, nhưng cách thức ông thực hiện chúng là không thể chấp nhận trong tình hình chính trị, và dẫn đến thất bại của ông.

## Cuộc sống ban đầu

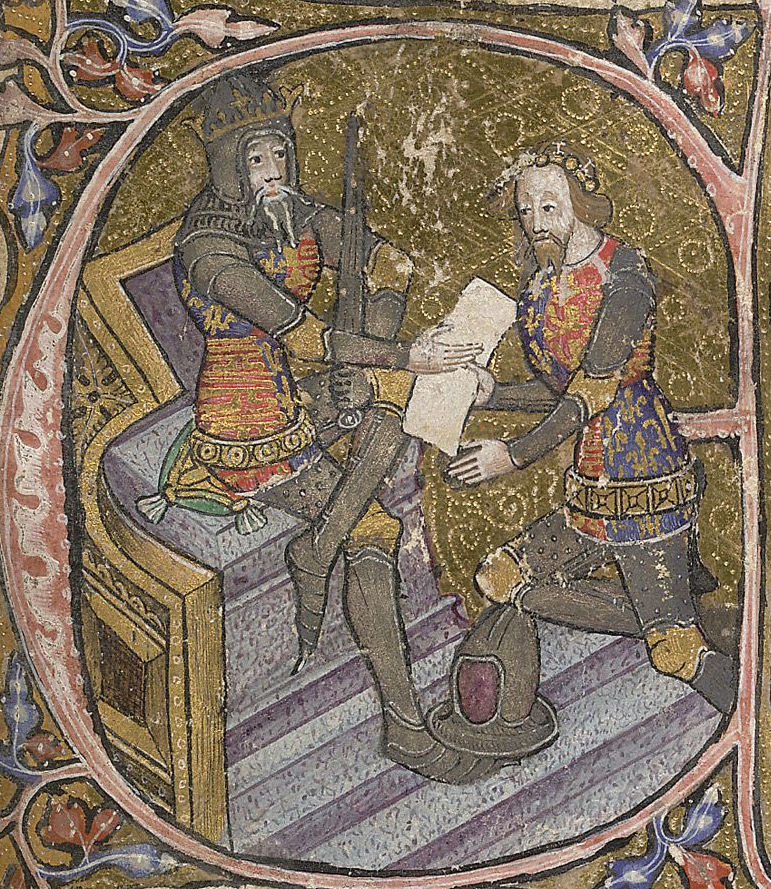
Bản thảo vào thế kỉ XIV mô tả Edward, Hoàng tử đen quỳ trước cha mình, Edward III.

Richard xứ Bordeaux là con trai nhỏ của Edward, Vương tử đen, và Joan xứ Kent ("Người con gái đẹp xứ Kent"). Edward, trên thực tế là thái tử nước Anh, là một tướng lĩnh quân đội lỗi lạc trong giai đoạn đầu của Chiến tranh Trăm năm, đặc biệt là ở Trận Poitiers năm 1356. Tuy nhiên, sau nhiều cuộc phiêu lưu quân sự, ông mắc bệnh lỵ ở Tây Ban Nha năm 1370. Ông không bao giờ hoàn toàn hồi phục và phải trở về Anh vào năm sau.
Joan xứ Kent là người phụ nữ được hai người đan ông tranh nhau cầu hôn gồm Thomas Holland, Bá tước xứ Kent, và William Montacute, Bá tước Salisbury, cuối cùng Holland giành chiến thắng. Chưa đầy một năm sau cái chết của Holland năm 1360, Joan kết hôn với Hoàng tử Edward. Vì bà là cháu nội của Vua Edward I và là em họ của Edward III, cuộc hôn nhân đòi hỏi sự phê chuẩn của Giáo hoàng..

Arms of
Richard xứ Bordeaux,
Thân vương xứ Wales
(về sau là Richard II)

Richard chào đời ở Cung điện Tổng Giám mục, Bordeaux, thuộc Công quốc Aquitaine của người Anh, ngày 6 tháng 1 năm 1367. Theo các nguồn tin hiện đại, ba vị vua – "Vua của Castillla, Vua của Navarra và Vua của Bồ Đào Nha" –  đều có mặt trong ngày sinh của ông. Giai thoại này, và thực tế là ngày sinh của ông nhằm vào ngày lễ Epiphany, và sau được sử dụng như hình ảnh tôn giáo của Wilton Diptych, nơi Richard là một trong ba vị vua bày tỏ lòng tôn kính đối với Virgin and Child. Anh trai ông Edward xứ Angoulême chết năm 1371, và Richard trở thành người kế thừa của phị thân. Hoàng tử đen cuối cùng cũng qua đời vì căn bệnh kinh niên vào năm 1376. các thành viên Hạ viện trong quốc hội lo sợ rằng thúc phụ của Richard, John of Gaunt, sẽ chiếm đoạt ngai vàng.[a] Vì lý do này, tiểu hoàng tử nhanh chóng được trao cho Lãnh địa Thân vương xứ Wales và các danh hiệu khác của phụ thân. Ngày 21 tháng 6 năm sau, tổ phụ của Richard, Edward III cũng băng hà, và Richard mới lên 10 tuổi được trao vương miện ngày 16 tháng 7 năm 1377. Một lần nữa, nỗi sợ hãi về những tham vọng gây ảnh hưởng lên nền chính trị của John xứ Gaunt, và một nền nhiếp chính đứng đầu là các hoàng thúc đã bị bỏ qua. Thay vào đó nhà vua thực hiện vương quyền trên danh nghĩa với sự giúp đỡ của một nhóm "hội đồng liên tục" mà ở đó tên của John xứ Gaunt bị loại bỏ. Gaunt, cùng với em trai là Thomas of Woodstock, Bá tước Buckingham, vẫn có ảnh hưởng lớn dù không chính thức đối với các vấn đề chính sự. Tuy nhiên, các ủy viên hội đồng và bạn bè của nhà vua, đặc biệt là Sir Simon de Burley và Robert de Vere, Công tước Ireland, ngày càng nắm được nhiều quyền kiểm soát đối với các công việc hoàng gia và gặp phải sự ngờ vực của Hạ viện đến mức Hội đồng phải giải tán năm 1380. Góp phần vào sự bất mãn là gánh nặng ngày càng tăng về vấn đề thuế thông qua ba lần thu thuế bầu cử từ 1377 đến 1381 được chi cho những cuộc viễn chinh không thành công ở đại lục. Đến năm 1381, đã có một sự oán giận sâu sắc của những người thuộc tầng lớp dưới trong xã hội đối với giai cấp lãnh đạo ở Anh.

## Khởi nghĩa nông dân

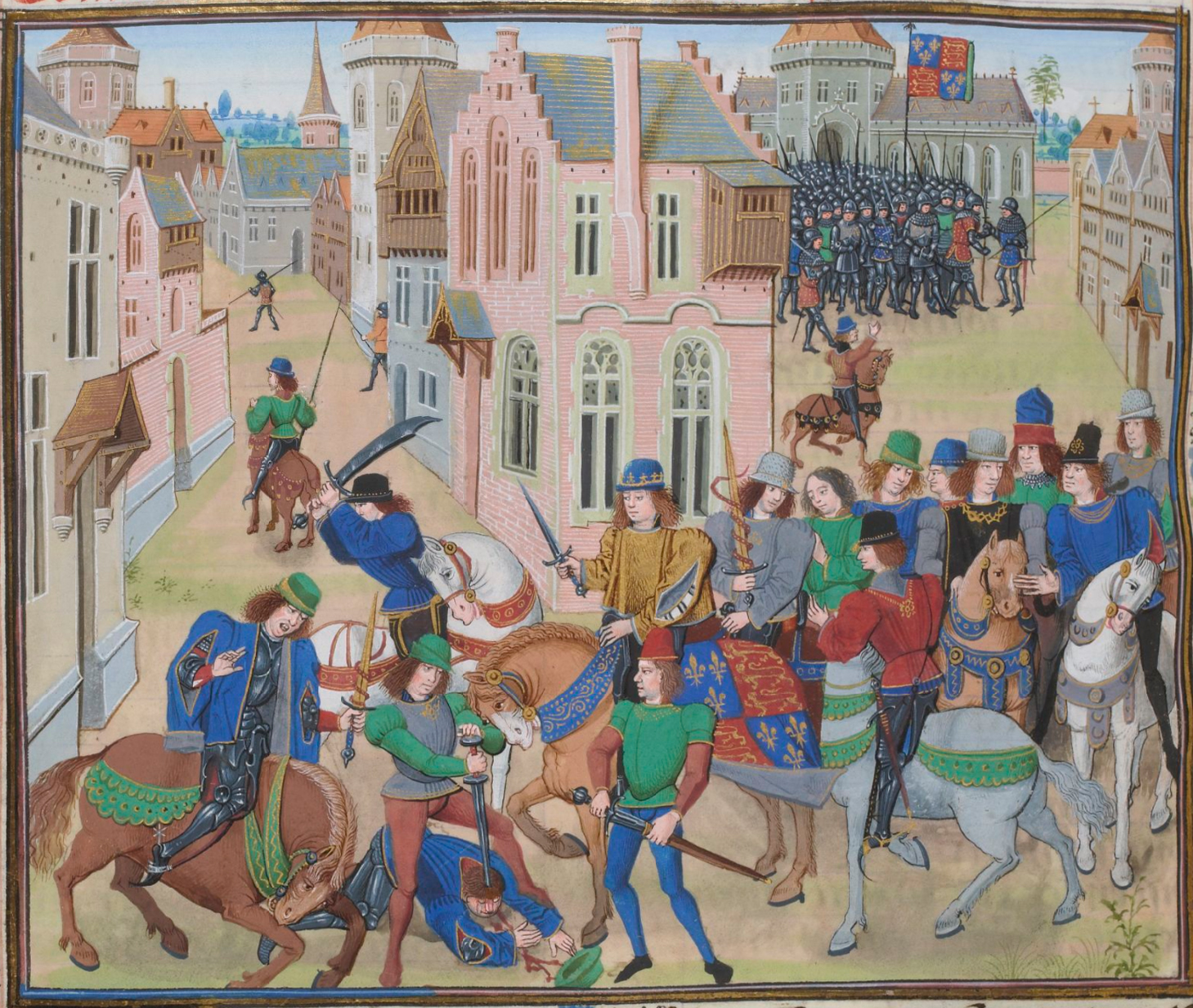
Richard II quan sát cái chết của Wat Tyler và diễn thuyết trước những nông dân trong bối cảnh này: lất từ Bản thảo Chroniques của Froissart(c. 1475).

Trong khi thuế bầu cử năm 1381 là ngòi nổ cho Cuộc nổi dậy nông dân, gốc rễ của cuộc xung đột này là sự căng thẳng giữa nông dân và địa chủ sau những thiệt hại nặng nề về kinh tế và nhân mạng của Cái chết Đen và bùng nổ tiếp sau đó là dịch hạch. Cuộc nổi dậy bắt đầu từ Kent và Essex vào cuối tháng 5, và ngày 12 tháng 6, đám đông những người nông dân tụ họp tại Blackheath gần London dưới sự lãnh đạo của Wat Tyler, John Ball và Jack Straw. Cung điện Savoy của John xứ Gaunt bị thiêu rụi. Tổng Giám mục Canterbury Simon Sudbury, đồng thời là Đại Chưởng ấn, và Tổng Thủ quỹ của nhà vua, cùng Robert Hales, đều bị những người nổi dậy giết chết, và họ đòi bãi bỏ hoàn toàn chế độ nông nô. Nhà vua, được bảo vệ trong Tháp Luân Đôn với các thành viên Hội đồng, chấp thuận rằng Quốc vương không có đủ lực lượng để giải tán phiến quân và lựa chọn khả thi nhất là thương lượng.
Hiện chưa rõ rằng Richard, vào thời điểm đó chỉ mới 14 tuổi, đóng vai trò như thế nào trong cuộc đàm phán, mặc dù các sử gia đưa ra giả thuyết rằng ông là một trong số những người ủng hộ hòa đàm. Nhà vua đến bờ sông vào ngày 13 tháng 6, nhưng đám đông xúm quanh bờ ở Greenwich khiến ông không thể đặt chân tới đó, buộc phải trở lại Tòa Tháp. Ngày hôm sau, thứ 6, 14 tháng 6, ông cưỡi trên một con ngựa và gặp những người nổi dậy tại Mile End. Nhà vua chấp thuận yêu cầu của phiến quân, nhưng động thái này chỉ làm họ bạo gan hơn; họ tiếp tục cướp bóc và giết chóc. Richard gặp Wat Tyler lần nữa vào ngày hôm sau tại Smithfield và nhắc nhở rằng các yêu cầu đã được đáp ứng, nhưng lãnh đạo phiến quân không bị lòng chân thành của nhà vua thuyết phục. Quân lính của nhà vua trở nên bất tuân mệnh, và cuộc ẩu đả nổ ra, William Walworth, Thị trưởng London, đánh ngã Tyler từ trên lưng con ngựa và giết chết ông ta. Tình hình trở nên căng thẳng khi những người nổi dậy nhận ra những gì đang xảy ra, nhưng nhà vua đã hành động với sự bình tĩnh và, nói "Quả nhân là thủ lĩnh của bọn bây, đi theo quả nhân!", ông dẫn đám đông ra khỏi hiện trường.[b] Trong khi đó Walworth tập hợp lực lượng bao vây những người nông dân, nhưng nhà vua mở lượng khoan hồng và cho phép bọn nổi dậy giải tán và trở về nhà của họ.
Nhà vua sớm thu hồi những hiến chương tự do và khoan thứ mà ông từng ban, và bạo loạn tiếp tục nổ ra ở những nơi khác trong đất nước, ông đích thân tới Essex để đàn áp cuộc nổi dậy. Ngày 28 tháng 6 tại Billericay, ông đánh bại những kẻ nổi dậy cuối cùng trong cuộc giao tranh nhỏ và đàn áp thắng lợi cuộc nổi dậy của những người nông dân. Mặc dù còn niên thiếu, Richard đã thể hiện lòng dũng cảm và ý chí của ông trong việc đàn áp cuộc nổi loạn. Có khả năng là, mặc dù, sự kiện này gây ấn tượng với ông về sự nguy hiểm khi quyền lực hoàng gia bị bất phục và bị đe dọa, và giúp định hình quan điểm quyền lực tuyệt đối của quốc vương mà về sau đã khiến sự trị vì của ông gặp thất bại.

## Trưởng thành
Chỉ đến khi Cuộc nổi dậy nông dân, Richard mới bắt đầu xuất hiện trong biên niên. Một trong những hành động đầu tiên của ông sau khi dẹp loạn là kết hôn với Anne của Bohemia, Vương hậu Anh, con gái của Hoàng đế La Mã Thần thánh (Vua của Bohemia Charles IV) cùng vợ ông ta Elisabeth von Pommern, ngày 20 tháng 1 năm 1382. Cuộc hôn nhân này có ý nghĩa ngoại giao; trong thời điểm châu Âu đang bị chia rẽ bởi Đại Ly giáo, Bohemia và Đế quốc được coi là đồng minh tiềm năng chống lại France trong Chiến tranh Trăm năm.[c] Tuy nhiên, cuộc hôn nhân không được ủng hộ ở Anh. Mặc dù phải trả rất nhiều tiền cho đế quốc, liên minh chính trị này không bao giờ dẫn đến chiến thắng quân sự. Hơn thế nữa, hai người không có con. Anne chết vì bệnh dịch hạch năm 1394, và chồng bà đã than khóc rất nhiều.
Michael de la Pole được cử đi đàm phán cho cuộc hôn nhân; ông chiếm được sự tin tưởng của nhà vua và tham gia nhiều hơn vào triều đình và chính phủ khi Richard đến tuổi trưởng thành. De la Pole đến từ một gia đình nhà buôn mới phất. Khi Richard tấn phong ông làm Quan Chưởng ấn năm 1383, và ban tước vị Bá tước Suffolk hai năm sau, đã gây nên sự thù địch của các nhà quý tộc lâu đời. Một thành viên khác trong một vòng tròn khép kín xung quanh nhà vua là Robert de Vere, Bá tước Oxford, trong thời kì này nổi lên như là sủng thần của nhà vua. Tình bạn thân thiết mà Richard dành cho de Vere cũng gây khó chịu đối với các nhà chính trị. Sự bất bình trầm trọng thêm khi bá tước được thăng lên tước hiệu Công tước Ireland năm 1386. Nhà biên niên sử Thomas Walsingham đưa ra giả thuyết rằng mối quan hệ của nhà vua với de Vere có tính chất đồng giới, do Walsingham có sự bực bội đối với nhà vua.
Căng thẳng đến đỉnh điểm về cách giải quyết cuộc chiến với Pháp. Trong khi các phe đảng trong triều đình ưu tiên đàm phán, Gaunt và Buckingham kêu gọi một chiến dịch có quy mô lớn nhằm bảo vệ các thuộc địa của người Anh. Thay vào đó, cái gọi là Cuộc viễn chinh chữ thập dẫn đầu bởi Henry le Despenser, Giám mục Norwich, được phái đi, và thất bại thảm hại. Đối mặt với nguy cơ thất bại trên đại lục, Richard chuyển sự chú ý của ông sang một đồng minh của Pháp, Scotland. Năm 1385, chính nhà vua dẫn đầu một cuộc viễn chinh mang tính chất trừng phạt lên phía bắc, nhưng những nỗ lực chẳng thu được kết quả gì, và đội quân phải trở về mà không giao chiến với người Scot trận nào cả. Trong khi đó, có một cuộc nổi dậy ở Ghent ngăn cuộc xâm lược của Pháp vào miền nam nước Anh. Quan hệ giữa Richard với thúc phụ của ông John xứ Gaunt càng xấu đi với những thất bại quân sự, và John xứ Gaunt rời khỏi Anh quốc để theo đuổi tuyên bố đối với ngai vàng Castile năm 1386 trong bối cảnh có những tin đồn về một âm mưu chống lại ông. Với việc Gaunt ra đi, lãnh đạo không chính thức của phe bất đồng quan điểm gia tăng chống lại nhà vua và các triều thần của ông chuyển sang Buckingham – người bấy giờ được phong làm Công tước Gloucester – và Richard Fitzalan, Bá tước Arundel.

## Cuộc khủng hoảng thứ nhất 1386–88

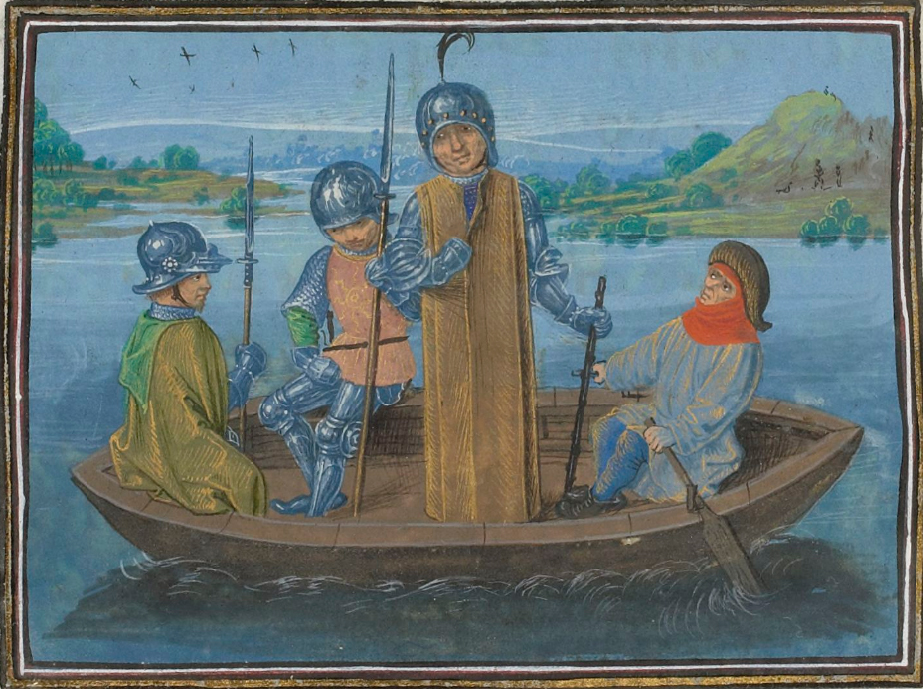
Robert de Vere chạy trốn khỏi Cầu Radcot (Froissart).

Mối đe dọa về sự xâm lược của người Pháp không lắng đi, và thay vào đó còn trở nên lớn hơn đến 1386. Tại Nghị viện vào tháng 10 năm đó, Michael de la Pole – với quyền hạn của tể tướng –  đề nghị đánh thuế với một quy mô chưa từng có nhằm để bảo vệ vương quốc. Thay vì đồng ý, Nghị viện đáp trả bằng cách thứ chối xem xét bất cứ yêu cầu nào cho đến khi Quan chưởng ấn bị cách chức. Nghị viện (về sau được gọi là Nghị viện tuyệt vời) có lẽ đã làm như vậy với sự khuyến khích của Gloucester và Arundel. Nhà vua có câu trả lời nổi tiếng rằng ông sẽ không từ bỏ dù chỉ là người phụ bếp khi Quốc hội yêu cầu. Chỉ khi bị đe dọa bởi sự từ chức hàng loạt thì Richard buộc phải nhượng bộ và để cho de la Pole ra đi. Một ủy viên được thành lập để xem xét và kiểm soát tài chính của hoàng gia trong vòng một năm.
Richard bị nhiễu loạn sâu sắc trước sự sỉ nhục đối với đặc quyền hoàng gia của ông, và từ tháng 2 đến tháng 11 năm 1387 đã thực hiện một "sự hồi chuyển" (chuyến đi) khắp đất nước để tập hợp sự ủng hộ cho mục tiêu của ông. Bằng cách sắp đặt de Vere làm Thẩm phán Chester, ông bắt đầu kế hoạch tạo ra một căn cứ quân sự trung thành với mình ở Cheshire. Ông cũng củng cố một phán quyết pháp lý từ Đại Thẩm phán Robert Tresilian rằng cách hành xử của Nghị viện là trái pháp luật và phản nghịch.
Trong chuyến trở về London, nhà vua phải giáp mặt với Thomas xứ Woodstock (bấy giờ là Công tước Gloucester), Arundel và Thomas de Beauchamp, Bá tước Warwick, người đã đưa ra một lời kết tội[d] phản quốc chống lại de la Pole, de Vere, Tresilian, và hai nhân vật trung thành khác: Thị trưởng London, Nicholas Brembre, và Alexander Neville, Tổng Giám mục xứ York. Richard trì hoãn các cuộc đàm phán để kiếm thêm thời gian, vì ông mong đợi de Vere sẽ từ Cheshire đến với lực lượng quân tiếp viện. Ba vị bá tước sau đó gia nhập lực lượng với Henry Bolingbroke, Bá tước Derby (con trai của Gaunt, sau làđức vua Henry IV), và Thomas de Mowbray, Bá tước Nottingham – nhóm này được sử gọi là Lords Appellant. Ngày 20 tháng 12 năm 1387 họ ngăn chặn được de Vere ở cầu Radcot, nơi ông ta và ông đội của mình bị thảm bại và ông ta buộc phải lưu vong qua nước khác.
Richard giờ đây không còn sự lựa chọn nào ngoài chiều theo yêu sách của nhóm chống đối; Brembre và Tresilian bị kết tội và xử tử, de Vere và de la Pole – những người hiện đang phải sống lưu vong ở nước ngoài – bị kết án tử hình vắng mặt tại Nghị viện Merciless vào tháng 2, 1388. Những thủ tục tố tụng còn đi xa hơn, và một số hiệp sĩ của Richard cũng bị xử tử, trong đó có Burley. Nhóm chống đối đã hoàn toàn thành công trong việc phá vỡ vòng vây các sủng thần xung quanh nhà vua.

## Hòa bình mong manh

Huy hiệu vua Richard II

Richard dần tái lập vương quyền trong mấy tháng sau cuộc tranh luận trong Nghị viện Merciless. Chính sách đối ngoại hiếu chiến của Lords Appellant thất bại khi những nỗ lực của họ xây dựng một liên minh chống Pháp không thu được kết quả, và miền bắc Anh quốc phải đối mặt với sự xâm nhập của người Scots. Richard bấy giờ đã hơn 20 tuổi và có thể tự tin đòi quyền cai trị trên chính danh nghĩa của mình. Hơn thế nữa, John xứ Gaunt trở lại Anh năm 1389 và giải quyết những bất đồng với nhà vua, sau khi các chính khách cũ đã hành động điều có ảnh hưởng tiết chế trong nền chính trị Anh. Richard nắm đầy đủ quyền kiểm soát chính phủ ngày 3 tháng 5 năm 1389, tuyên bố rằng sự chống đối trong những năm qua chỉ là do sự tồi tệ của ủy viên hội đồng. Ông đưa ra chính sách đối ngoại ngược lại với nhóm chống đối khi tìm kiếm hòa bình và hòa giải với Pháp và hứa giảm bớt gánh nặng về thuế đối với đại bộ phận người dân. Richard cai trị một cách hòa bình trong 8 năm tiếp them, sau khi hòa giải với những kẻ cựu thù. Tuy nhiên, những sự kiện sau đó cho thấy rằng ông không quên những sự sỉ nhục mà ông từng nếm trải. Trong số đó, việc hành quyết người thầy cũ Sir Simon de Burley là một điều xúc phạm không dễ nguôi ngoai được.
Với sự ổn định của đất nước được đảm bảo, Richard bắt đầu đàm phán một hiệp định hòa bình vĩnh viễn với Pháp. Một đề xuất được đưa ra năm 1393 theo đó mở rộng đáng kể đất Aquitaine thuộc sở hữu của quốc vương Anh. Tuy nhiên, kế hoạch thất bại vì nó có một điều khoản rằng vua anh phải làm lễ phiên thần với vua Pháp – một điều kiện mà người Anh không thể nào chấp nhận. Thay vào đó, năm 1396, một thỏa thuận ngừng chiến được đồng ý, kéo dài 28 năm Như một phần của thỏa thuận, Richard đồng ý kết hôn với Isabelle, con gái của Charles VI của Pháp, khi bà ta đủ tuổi. Đã có một số hoài nghi về lời hứa hôn, vì công chúa chỉ mới 6 tuổi, và do đó sẽ không có khả năng sinh ra một người thừa kế cho ngai vào Anh trong nhiều năm.
Mặc dù Richard tìm kiếm hòa bình với Pháp, ông lại có cách tiếp cận khác đối với vấn đề Ireland. Quyền tể trị của người Anh Ireland đang có nguy cơ bị phá hủy, và các lãnh chúa Anglo-Irish đã cầu xin nhà vua can thiệp. Mùa thu năm 1394, Richard đến Ireland, ông ở lại đó cho đến tháng 5 năm 1395. Quân của ông gồm hơn 8,000 là lực lượng lớn nhất được đưa đến đảo này trong suốt giai đoạn cuối thời Trung Cổ. Cuộc xâm lược giành thắng lợi, và một số thủ lĩnh người Ireland quy phục chúa tể người Anh. Đây là một trong những thành tựu lớn nhất dưới thời Richard, và tăng cường sự ủng hộ trong nước dành cho nhà vua, mặc dù việc củng cố địa vị của người Anh ở Ireland chỉ được đảm bảo trong thời gian ngắn.

## Khủng hoảng lần thứ hai 1397–99
Thời kì mà các sử gia gọi là "chuyên chính" của Richard II bắt đầu vào cuối những năm 1390. Nhà vua sai bắt Gloucester, Arundel và Warwick vào tháng 7 năm 1397. Thời gian cụ thể của những vụ bắt giữ và mục tiêu của Richard không hoàn toàn rõ ràng. Mặc dù một niên sử đưa ra giả thuyết rằng có một âm mưu chống lại nhà vua đã được lên kế hoạch, không có bằng chứng cho thấy đây là nguyên nhân. Có nhiều khả năng Richard chỉ đơn giản là cảm nhận ông đã đủ sức mạnh để trả đũa một cách an toàn những người đó vì vai trò của họ trong sự kiện 1386–88 và trừ khử họ như là trừ khử các mối đe dọa đến quyền lực của mình. Arundel là người đầu tiên trong số ba người bị đưa ra xét xử, tại Nghị viện vào tháng 9 năm 1397. Sau một cuộc tranh cãi nảy lửa với nhà vua, ông bị kết án và hành quyết. Gloucester bị giam giữ bởi Bá tước Nottingham tại Calais trong lúc chờ ra tòa. Khi thời gian xét xử gần đến, Nottingham loan tin rằng Gloucester đã chết. Rất có khả năng rằng nhà vua đã ra lệnh giết chết ông ta trước để tránh sự ô nhục khi một hoàng tử bị giết chết trong vũng máu. Warwick cũng bị kết tội phải chết, nhưng mạng sống của ông ta được giữ lại và án giảm xuống chung thần. Em trai của Arundel là Thomas Arundel, Tổng Giám mục Canterbury, bị lưu đày. Richard sau đó chuyển sự đàn áp các đối thủ của ông sang địa phương. Trong lúc tuyển mộ tùy tùng cho chính mình tại các quận khác nhau, ông truy tố những gia tộc địa phương trung thành với phe chống đối. Số tiền phạt đối với những người này đem lại một nguồn thu lớn cho nhà vua, mặc dù niên sử đương đại đặt câu hỏi về tính hợp pháp của các vụ kiện.

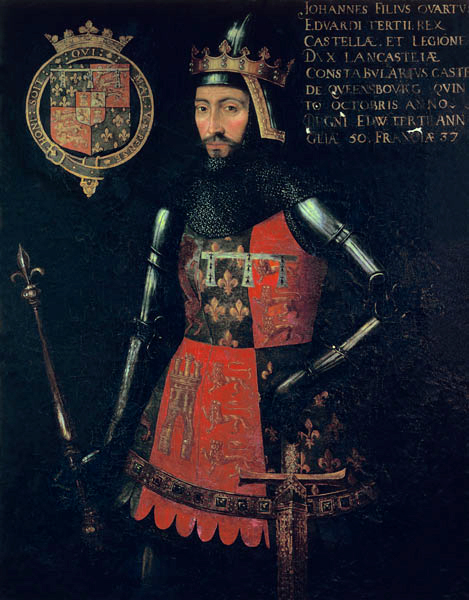
John xứ Gaunt từng là trung tâm của nền chính trị Anh trong hơn 30 năm, và cái chết của ông năm 1399 dẫn đến tình trạng loạn lạc.

Những hành động này có thể đã được thực hiện với trên sự tán đồng của John xứ Gaunt, nhưng với sự hỗ trợ của một nhóm không nhỏ các nhà quyền thế khác, nhiều người trong số họ được tán thưởng bằng những tước hiệu mới, họ bị gọi một cách miệt thị là "duketti" của Richard. Trong số đó bao gồm thành viên Appellants cũ là Henry Bolingbroke, Bá tước Derby, được tiến phong Công tước Hereford, và Thomas de Mowbray, Bá tước Nottingham, được tiến phong Công tước Norfolk. Ngoài ra còn có John và Thomas Holland, anh trai khác cha và anh họ của nhà vua, tương ứng được thăng từ Bá tước của Huntingdon và Kent lên thành công tước Exeter và Surrey; con trai của Công tước xứ York Edward, Bá tước Rutland, nhận danh hiệu ở Pháp của Gloucester là Công tước Aumale; con trai của Gaunt, John Beaufort, Bá tước Somerset, được phong Hầu tước Somerset và Hầu tước Dorset; John Montacute, Bá tước Salisbury; và Lãnh chúa Thomas le Despenser, trở thành Bá tước Gloucester.[e] Bằng những vùng đất thu hồi từ phe chống đối, nhà vua có thể thưởng cho những người này những vùng đất phù hợp với cấp bậc mới của họ.
Mối đe dọa của Richard vẫn còn tồn tại, tuy nhiên, đến từ Nhà Lancaster, tương ứng bởi John xứ Gaunt và con trai ông Henry Bolingbroke, Công tước Hereford. Nhà Lancaster không chỉ sở hữu tài sản lớn hơn bất kì gia tộc nào ở Anh quốc, họ còn là dòng dõi hoàng gia và, do vậy, là những ứng cử viên có khả năng kế vị Richard không có con. Sự bất hòa bùng nổ bên trong phạm vi nội bộ triều đình tháng 12 năm 1397, khi Bolingbroke  và Mowbray bị lôi kéo vào một cuộc tranh cãi. Theo Bolingbroke, Mowbray đã tuyên bố rằng cả hai, là người cũ trong Lords Appellant, là đối tượng kế tiếp cho sự trừng phạt của hoàng gia. Mowbray kịch liệt phủ nhận những lời buộc tội đó, vì một tuyên bố như vậy bị coi là tội phản quốc. Một ủy ban quốc hội quyết định rằng cả hai nên giải quyết vấn đề bằng cách chiếu đấu, nhưng vào thời điểm cuối cùng Richard lưu đày cả hai công tước: Mowbray suốt đời, Bolingbroke 10 năm. Ngày 3 tháng 2 năm 1399, John xứ Gaunt qua đời. Thay vì cho phép Bolingbroke được kế tự, Richard tăng thêm thời hạn lưu đày của ông ta và tước đoạt tài sản của ông ta. Nhà vua cảm thấy an toàn đối với Bolingbroke, người đang ở Paris, vì người Pháp không quan tâm mấy đến bất kì ai gây thách thức đối với Richard và chính sách hòa bình của ông. Richard rời khỏi đất nước vào tháng 5 cho một cuộc viễn chinh tại Ireland.
Năm 1398 Richard triệu tập một Nghị viện nhồi nhét ở Shrewsbury — gọi là Nghị viện Shrewsbury — tuyên bố tất cả đạo luật của Nghị viện Merciless là vô hiệu, không có giá trị, và tuyên bố rằng không có bất kì ràng buộc pháp lý nào được gắn cho nhà vua. Nó giao tất cả quyền lực của Nghị viên vào một ủy ban 12 lãnh chúa và 6 người bình dân được chọn từ những người bạn của nhà vua, khiến Richard trở thành một nhà cai trị chuyên chế và không bị ràng buộc bởi việc triệu tập một quốc hội nữa.

## Bị lật đổ và cái chết

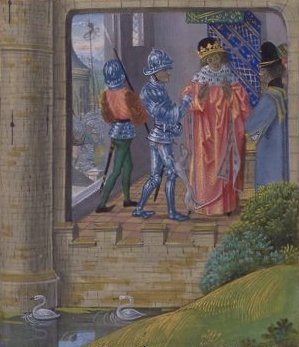
Richard bị bắt giam bởi Bá tước Northumberland (Froissart)

Tháng 6 năm 1399, Louis, Công tước Orléans, giành lại quyền kiểm soát triều đình của vị vua điên Charles VI của Pháp. Chính sách nối lại tình hữu nghị với vương quốc Anh không phù hợp với những tham vọng chính trị của Louis, và vì lý do này ông ta cảm thấy đã đến lúc cho phép Henry trở lại Anh. Với một lực lượng nhỏ những người đi theo, Bolingbroke đổ bộ lên Ravenspur thuộc Yorkshire vào cuối tháng 6 năm 1399. Người trên khắp đất nước sớm tụ tập xung quanh vị Công tước. Gặp Henry Percy, Bá tước Northumberland, người đang có mối lo âu về nhà vua, Bolingbroke nhấn mạnh rằng mục tiêu duy nhất của ông là giành lại tài sản riêng của mình. Percy dẫn ông ta đi theo lời ông ta và từ chối can thiệp. Nhà vua đã đem hầu hết các hiệp sĩ trong tư gia và các thành viên trung thành trong giới quý tộc tới, nên Henry không gặp nhiều sự kháng cự trong quá trình tiến quân về phía nam. Edmund xứ Langley, Công tước York, người nắm quyền Trông giữ Vương quốc, không có nhiều sự lựa chọn khác ngoài phụ họa với Bolingbroke. Trong lúc đó, Richard bị chậm bước khi trở về từ Ireland và không đổ bộ lên được Wales cho đến ngày 24 tháng 7. Ông đi đến Conwy, nơi mà ngày 12 tháng 8 ông gặp Bá tước Northumberland để đàm phán. Ngày 19 tháng 8, Richard II đầu hàng Henry tại Lâu đài Flint, hứa sẽ thoái vị nếu mạng sống của ông được bảo đảm. Hai người sau đó quay trở lại London. Khi đến nơi, ông bị bỏ tù trong Tháp London ngày 1 tháng 9.

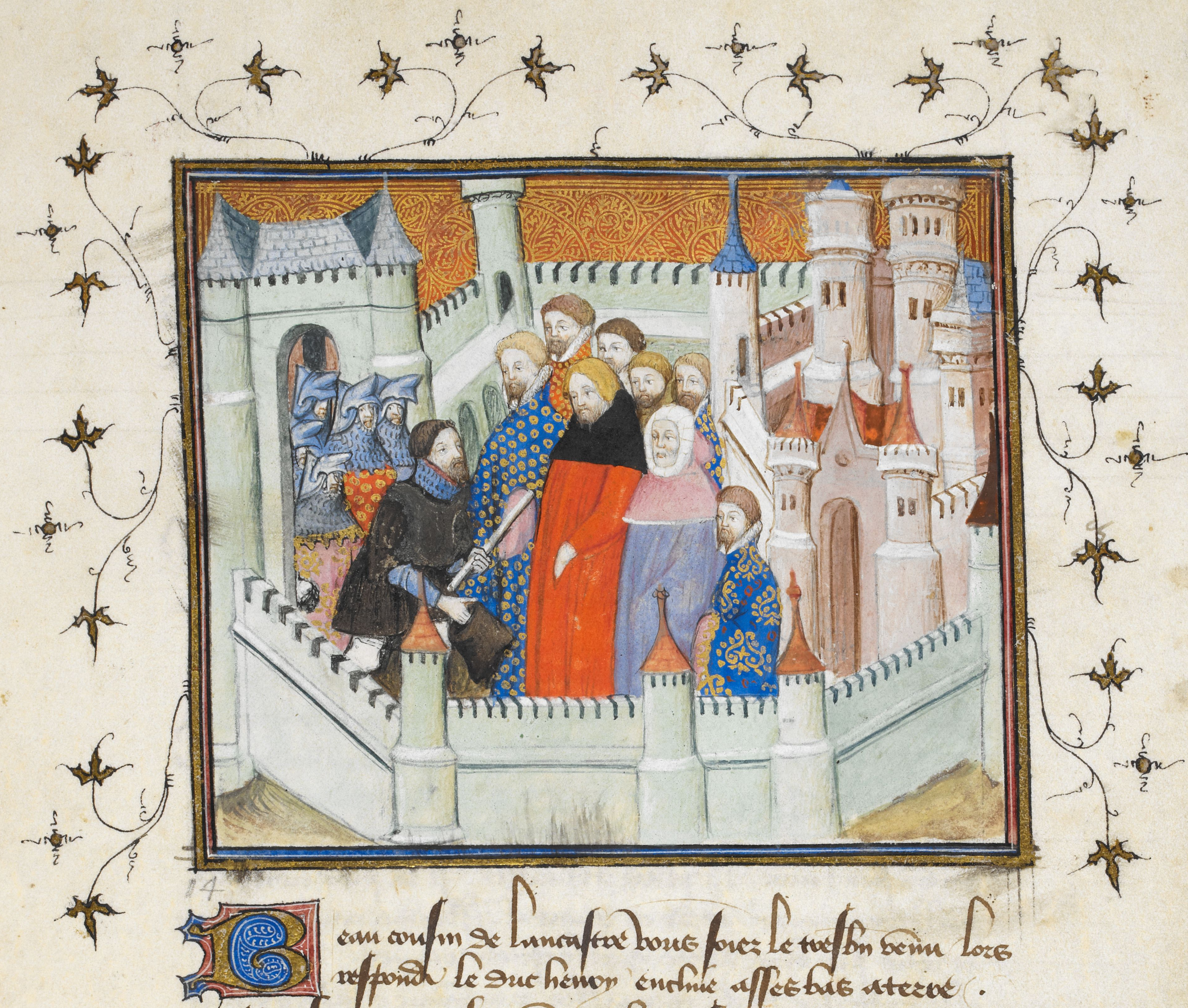
Richard đầu hàng Henry tại Lâu đài Flint, Harleian Collection

Henry bấy giờ quyết tâm giành lấy ngai vàng, nhưng để trình bày lý do của hành động này là vấn đề nan giải. Lập luận rằng Richard, bởi sự chuyên chế và cai trị tồi tệ, đã thể hiện rằng ông không xứng đáng làm vua. Tuy nhiên, Henry không phải người tiếp theo trong danh sách kế vị ngai vàng; người thừa kế hợp pháp là Edmund Mortimer, Bá tước March, hậu duệ của con trai thứ ba của vua Edward III, người thứ hai còn sống tới tuổi trưởng thành Lionel xứ Antwerp. Cha của Bolingbroke, John xứ Gaunt, là con trai thứ tư của Edward III, người thứ ba sống tới tuổi trưởng thành. Vấn đề được giải quyết bằng cách nhấn mạnh rằng Henry là con cháu dòng nam trực hệ, trong khi gốc gác của March lại thông qua bà của ông.[f] Báo cáo chính thức về sự kiện tuyên bố rằng Richard tự nguyện nhường ngôi cho Henry ngày 29 tháng 9. Mặc dù có thể đây không phải là nguyên do, Nghị viện họp vào ngày 30 tháng 9 đồng ý Richard thoái vị. Henry làm lễ gia miện, tức vua Henry IV ngày 13 tháng 10.
Cách giải quyết cuộc sống của Richard sau khi từ ngôi là không rõ ràng; ông vẫn ở trong Tòa Tháp cho đến khi được đưa tới Lâu đài Pontefract không lâu trước khi hết năm. Mặc dù Vua Henry có thể phải có trách nhiệm để ông sống, tất cả thay đổi khi phát giác ra chuyện các bá tước Huntingdon, Kent và Salisbury cùng Lãnh chúa Despenser, và có thể còn là Bá tước Rutland – all now demoted from the ranks they had been given by Richard – đang lập kế hoạch mưu sát tân vương và lập lại Richard trong Cuộc nổi dậy Epiphany. Mặc dù bị ngăn chặn được, kế hoạch nói lên sự nguy hiểm nếu cho phép Richard được sống. Ông bị cho là đã bị bỏ đói đến chết trong tù khoảng ngày 14 tháng 2 năm 1400, mặc dù còn một số nghi vấn về ngày giờ và cách chết của ông. Di thể ông được đem về phía nam từ Pontefract và trưng bày tại Nhà nguyện old St Paul ngày 17 tháng 2 trước khi đưa đi an táng tại Nhà thờ Kings Langley ngày 6 tháng 3.
Tin đồn rằng Richard vẫn còn sống tiếp tục dai dẳng, nhưng không bao giờ có được sự tin tưởng ở nước Anh; tuy nhiên ởScotland, một người đàn ông được xác định là Richard đã rơi vào tay Nhiếp chính Albany, cư trú tại Lâu đài Stirling, và có lẽ là – bù nhìn – miễn cưỡng của những người chống đối Lancastrian và mưu đò Lollard ở Anh. Chính phủ của Henry IV coi ông ta là một kẻ mạo danh và nhiều nguồn tin từ cả hai bên biên giới đưa ra giả thuyết rằng ông ta có bệnh tâm thần, người ta cũng mô tả ông ta như một "thằng ăn xin" khi ông ta chết năm 1419, nhưng ông ta được an táng theo nghi lễ dành cho quốc vương tại Tu viện địa phương Dominican ở Stirling. Trong khi đó, năm 1413 Henry V – trong một nỗ lực nhằm chuộc lỗi cho hành động giết người của phụ thân và cũng để bịt miệng những tin đồn rằng Richard còn sống –  đã quyết định đưa di thể tại King's Langley dời đên nơi an nghỉ cuối cùng tại Tu viện Westminster. Ở đây chính Richard đã cho xây dựng một ngôi mộ sẵn cho mình, nơi hài cốt của vợ ông Anne được chôn.

## Tổ tiên
| \| \| \| \| \| \| \| \| \| \| \| \| \| \| \| \| \| \| \| \| 16. Edward I của Anh (=12) \| \| \| \| \| \| \| \| \| \| \| \| \| \| \| \| \| \| \| \| \| \| \| \| \| \| \| \| \| \| \| \| \| \| \| \| \| \| \| \| \| \| \| \| \| \| \| \| \| \| \| \| \| \| 8. Edward II của Anh \| \| \| \| \| \| \| \| \| \| \| \| \| \| \| \| \| \| \| \| \| \| \| \| \| \| \| \| \| \| \| \| \| \| \| \| \| \| \| \| \| \| \| \| \| \| \| \| \| \| \| \| \| \| 17. Leonor của Castilla \| \| \| \| \| \| \| \| \| \| \| \| \| \| \| \| \| \| \| \| \| \| \| \| \| \| \| \| \| \| \| \| \| \| \| \| \| \| \| \| \| \| \| \| \| \| \| \| \| \| \| \| \| \| 4. Edward III của Anh \| \| \| \| \| \| \| \| \| \| \| \| \| \| \| \| \| \| \| \| \| \| \| \| \| \| \| \| \| \| \| \| \| \| \| \| \| \| \| \| \| \| \| \| \| \| \| \| \| \| \| \| \| \| 18. Philippe IV của Pháp \| \| \| \| \| \| \| \| \| \| \| \| \| \| \| \| \| \| \| \| \| \| \| \| \| \| \| \| \| \| \| \| \| \| \| \| \| \| \| \| \| \| \| \| \| \| \| \| \| \| \| \| \| \| 9. Isabelle của Pháp và Navarra \| \| \| \| \| \| \| \| \| \| \| \| \| \| \| \| \| \| \| \| \| \| \| \| \| \| \| \| \| \| \| \| \| \| \| \| \| \| \| \| \| \| \| \| \| \| \| \| \| \| \| \| \| \| 19. Juana I của Navarra \| \| \| \| \| \| \| \| \| \| \| \| \| \| \| \| \| \| \| \| \| \| \| \| \| \| \| \| \| \| \| \| \| \| \| \| \| \| \| \| \| \| \| \| \| \| \| \| \| \| \| \| \| \| 2. Edward, Vương tử đen \| \| \| \| \| \| \| \| \| \| \| \| \| \| \| \| \| \| \| \| \| \| \| \| \| \| \| \| \| \| \| \| \| \| \| \| \| \| \| \| \| \| \| \| \| \| \| \| \| \| \| \| \| \| 20. John II, Bá tước Holland \| \| \| \| \| \| \| \| \| \| \| \| \| \| \| \| \| \| \| \| \| \| \| \| \| \| \| \| \| \| \| \| \| \| \| \| \| \| \| \| \| \| \| \| \| \| \| \| \| \| \| \| \| \| 10. William I, Bá tước Hainaut \| \| \| \| \| \| \| \| \| \| \| \| \| \| \| \| \| \| \| \| \| \| \| \| \| \| \| \| \| \| \| \| \| \| \| \| \| \| \| \| \| \| \| \| \| \| \| \| \| \| \| \| \| \| 21. Philippa xứ Luxembourg \| \| \| \| \| \| \| \| \| \| \| \| \| \| \| \| \| \| \| \| \| \| \| \| \| \| \| \| \| \| \| \| \| \| \| \| \| \| \| \| \| \| \| \| \| \| \| \| \| \| \| \| \| \| 5. Philippa xứ Hainault \| \| \| \| \| \| \| \| \| \| \| \| \| \| \| \| \| \| \| \| \| \| \| \| \| \| \| \| \| \| \| \| \| \| \| \| \| \| \| \| \| \| \| \| \| \| \| \| \| \| \| \| \| \| 22. Charles xứ Valois \| \| \| \| \| \| \| \| \| \| \| \| \| \| \| \| \| \| \| \| \| \| \| \| \| \| \| \| \| \| \| \| \| \| \| \| \| \| \| \| \| \| \| \| \| \| \| \| \| \| \| \| \| \| 11. Joan xứ Valois \| \| \| \| \| \| \| \| \| \| \| \| \| \| \| \| \| \| \| \| \| \| \| \| \| \| \| \| \| \| \| \| \| \| \| \| \| \| \| \| \| \| \| \| \| \| \| \| \| \| \| \| \| \| 23. Margaret I xứ Anjou \| \| \| \| \| \| \| \| \| \| \| \| \| \| \| \| \| \| \| \| \| \| \| \| \| \| \| \| \| \| \| \| \| \| \| \| \| \| \| \| \| \| \| \| \| \| \| \| \| \| \| \| \| \| 1. Richard II của Anh \| \| \| \| \| \| \| \| \| \| \| \| \| \| \| \| \| \| \| \| \| \| \| \| \| \| \| \| \| \| \| \| \| \| \| \| \| \| \| \| \| \| \| \| \| \| \| \| \| \| \| \| \| \| 24. Henry III của Anh \| \| \| \| \| \| \| \| \| \| \| \| \| \| \| \| \| \| \| \| \| \| \| \| \| \| \| \| \| \| \| \| \| \| \| \| \| \| \| \| \| \| \| \| \| \| \| \| \| \| \| \| \| \| 12. Edward I của Anh (=16) \| \| \| \| \| \| \| \| \| \| \| \| \| \| \| \| \| \| \| \| \| \| \| \| \| \| \| \| \| \| \| \| \| \| \| \| \| \| \| \| \| \| \| \| \| \| \| \| \| \| \| \| \| \| 25. Éléonore xứ Provence \| \| \| \| \| \| \| \| \| \| \| \| \| \| \| \| \| \| \| \| \| \| \| \| \| \| \| \| \| \| \| \| \| \| \| \| \| \| \| \| \| \| \| \| \| \| \| \| \| \| \| \| \| \| 6. Edmund of Woodstock, Bá tước xứ Kent thứ nhất \| \| \| \| \| \| \| \| \| \| \| \| \| \| \| \| \| \| \| \| \| \| \| \| \| \| \| \| \| \| \| \| \| \| \| \| \| \| \| \| \| \| \| \| \| \| \| \| \| \| \| \| \| \| 26. Philippe III của Pháp \| \| \| \| \| \| \| \| \| \| \| \| \| \| \| \| \| \| \| \| \| \| \| \| \| \| \| \| \| \| \| \| \| \| \| \| \| \| \| \| \| \| \| \| \| \| \| \| \| \| \| \| \| \| 13. Margaret của Pháp \| \| \| \| \| \| \| \| \| \| \| \| \| \| \| \| \| \| \| \| \| \| \| \| \| \| \| \| \| \| \| \| \| \| \| \| \| \| \| \| \| \| \| \| \| \| \| \| \| \| \| \| \| \| 27. Maria xứ Brabant \| \| \| \| \| \| \| \| \| \| \| \| \| \| \| \| \| \| \| \| \| \| \| \| \| \| \| \| \| \| \| \| \| \| \| \| \| \| \| \| \| \| \| \| \| \| \| \| \| \| \| \| \| \| 3. Joan xứ Kent \| \| \| \| \| \| \| \| \| \| \| \| \| \| \| \| \| \| \| \| \| \| \| \| \| \| \| \| \| \| \| \| \| \| \| \| \| \| \| \| \| \| \| \| \| \| \| \| \| \| \| \| \| \| 28. Baldwin Wake \| \| \| \| \| \| \| \| \| \| \| \| \| \| \| \| \| \| \| \| \| \| \| \| \| \| \| \| \| \| \| \| \| \| \| \| \| \| \| \| \| \| \| \| \| \| \| \| \| \| \| \| \| \| 14. John Wake, Nam tước Wake of Liddell thứ nhất \| \| \| \| \| \| \| \| \| \| \| \| \| \| \| \| \| \| \| \| \| \| \| \| \| \| \| \| \| \| \| \| \| \| \| \| \| \| \| \| \| \| \| \| \| \| \| \| \| \| \| \| \| \| 29. Hawise de Quincy \| \| \| \| \| \| \| \| \| \| \| \| \| \| \| \| \| \| \| \| \| \| \| \| \| \| \| \| \| \| \| \| \| \| \| \| \| \| \| \| \| \| \| \| \| \| \| \| \| \| \| \| \| \| 7. Margaret Wake, Nữ Nam tước Wake of Liddell thứ ba[87] \| \| \| \| \| \| \| \| \| \| \| \| \| \| \| \| \| \| \| \| \| \| \| \| \| \| \| \| \| \| \| \| \| \| \| \| \| \| \| \| \| \| \| \| \| \| \| \| \| \| \| \| \| \| 30. Sir William de Fiennes \| \| \| \| \| \| \| \| \| \| \| \| \| \| \| \| \| \| \| \| \| \| \| \| \| \| \| \| \| \| \| \| \| \| \| \| \| \| \| \| \| \| \| \| \| \| \| \| \| \| \| \| \| \| 15. Joan de Fiennes \| \| \| \| \| \| \| \| \| \| \| \| \| \| \| \| \| \| \| \| \| \| \| \| \| \| \| \| \| \| \| \| \| \| \| \| \| \| \| \| \| \| \| \| \| \| \| \| \| \| \| \| \| \| 31. Blanche de Brienne, Nữ Nam tước Tingry \| \| \| \| \| \| \| \| \| \| \| \| \| \| \| \| \| \| \| \| \| \| \| \| \| \| \| \| \| \| \| \| \| \| \| \| \| \| \| \| \| \| \| \| \| \| \| \| \| \| \| \| |                                                      |  |  |  |  |  |  |  |  |  |  |  |  |  |  |  |
| |                                                      |  |  |  |  |  |  |  |  |  |  |  |  |  |  |  |
| | 16. Edward I của Anh (=12)                           |  |  |  |  |  |  |  |  |  |  |  |  |  |  |  |
| |                                                      |  |  |  |  |  |  |  |  |  |  |  |  |  |  |  |
| |                                                      |  |  |  |  |  |  |  |  |  |  |  |  |  |  |  |
| | 8. Edward II của Anh                                 |  |  |  |  |  |  |  |  |  |  |  |  |  |  |  |
| |                                                      |  |  |  |  |  |  |  |  |  |  |  |  |  |  |  |
| |                                                      |  |  |  |  |  |  |  |  |  |  |  |  |  |  |  |
| | 17. Leonor của Castilla                              |  |  |  |  |  |  |  |  |  |  |  |  |  |  |  |
| |                                                      |  |  |  |  |  |  |  |  |  |  |  |  |  |  |  |
| |                                                      |  |  |  |  |  |  |  |  |  |  |  |  |  |  |  |
| | 4. Edward III của Anh                                |  |  |  |  |  |  |  |  |  |  |  |  |  |  |  |
| |                                                      |  |  |  |  |  |  |  |  |  |  |  |  |  |  |  |
| |                                                      |  |  |  |  |  |  |  |  |  |  |  |  |  |  |  |
| | 18. Philippe IV của Pháp                             |  |  |  |  |  |  |  |  |  |  |  |  |  |  |  |
| |                                                      |  |  |  |  |  |  |  |  |  |  |  |  |  |  |  |
| |                                                      |  |  |  |  |  |  |  |  |  |  |  |  |  |  |  |
| | 9. Isabelle của Pháp và Navarra                      |  |  |  |  |  |  |  |  |  |  |  |  |  |  |  |
| |                                                      |  |  |  |  |  |  |  |  |  |  |  |  |  |  |  |
| |                                                      |  |  |  |  |  |  |  |  |  |  |  |  |  |  |  |
| | 19. Juana I của Navarra                              |  |  |  |  |  |  |  |  |  |  |  |  |  |  |  |
| |                                                      |  |  |  |  |  |  |  |  |  |  |  |  |  |  |  |
| |                                                      |  |  |  |  |  |  |  |  |  |  |  |  |  |  |  |
| | 2. Edward, Vương tử đen                              |  |  |  |  |  |  |  |  |  |  |  |  |  |  |  |
| |                                                      |  |  |  |  |  |  |  |  |  |  |  |  |  |  |  |
| |                                                      |  |  |  |  |  |  |  |  |  |  |  |  |  |  |  |
| | 20. John II, Bá tước Holland                         |  |  |  |  |  |  |  |  |  |  |  |  |  |  |  |
| |                                                      |  |  |  |  |  |  |  |  |  |  |  |  |  |  |  |
| |                                                      |  |  |  |  |  |  |  |  |  |  |  |  |  |  |  |
| | 10. William I, Bá tước Hainaut                       |  |  |  |  |  |  |  |  |  |  |  |  |  |  |  |
| |                                                      |  |  |  |  |  |  |  |  |  |  |  |  |  |  |  |
| |                                                      |  |  |  |  |  |  |  |  |  |  |  |  |  |  |  |
| | 21. Philippa xứ Luxembourg                           |  |  |  |  |  |  |  |  |  |  |  |  |  |  |  |
| |                                                      |  |  |  |  |  |  |  |  |  |  |  |  |  |  |  |
| |                                                      |  |  |  |  |  |  |  |  |  |  |  |  |  |  |  |
| | 5. Philippa xứ Hainault                              |  |  |  |  |  |  |  |  |  |  |  |  |  |  |  |
| |                                                      |  |  |  |  |  |  |  |  |  |  |  |  |  |  |  |
| |                                                      |  |  |  |  |  |  |  |  |  |  |  |  |  |  |  |
| | 22. Charles xứ Valois                                |  |  |  |  |  |  |  |  |  |  |  |  |  |  |  |
| |                                                      |  |  |  |  |  |  |  |  |  |  |  |  |  |  |  |
| |                                                      |  |  |  |  |  |  |  |  |  |  |  |  |  |  |  |
| | 11. Joan xứ Valois                                   |  |  |  |  |  |  |  |  |  |  |  |  |  |  |  |
| |                                                      |  |  |  |  |  |  |  |  |  |  |  |  |  |  |  |
| |                                                      |  |  |  |  |  |  |  |  |  |  |  |  |  |  |  |
| | 23. Margaret I xứ Anjou                              |  |  |  |  |  |  |  |  |  |  |  |  |  |  |  |
| |                                                      |  |  |  |  |  |  |  |  |  |  |  |  |  |  |  |
| |                                                      |  |  |  |  |  |  |  |  |  |  |  |  |  |  |  |
| | 1. Richard II của Anh                                |  |  |  |  |  |  |  |  |  |  |  |  |  |  |  |
| |                                                      |  |  |  |  |  |  |  |  |  |  |  |  |  |  |  |
| |                                                      |  |  |  |  |  |  |  |  |  |  |  |  |  |  |  |
| | 24. Henry III của Anh                                |  |  |  |  |  |  |  |  |  |  |  |  |  |  |  |
| |                                                      |  |  |  |  |  |  |  |  |  |  |  |  |  |  |  |
| |                                                      |  |  |  |  |  |  |  |  |  |  |  |  |  |  |  |
| | 12. Edward I của Anh (=16)                           |  |  |  |  |  |  |  |  |  |  |  |  |  |  |  |
| |                                                      |  |  |  |  |  |  |  |  |  |  |  |  |  |  |  |
| |                                                      |  |  |  |  |  |  |  |  |  |  |  |  |  |  |  |
| | 25. Éléonore xứ Provence                             |  |  |  |  |  |  |  |  |  |  |  |  |  |  |  |
| |                                                      |  |  |  |  |  |  |  |  |  |  |  |  |  |  |  |
| |                                                      |  |  |  |  |  |  |  |  |  |  |  |  |  |  |  |
| | 6. Edmund of Woodstock, Bá tước xứ Kent thứ nhất     |  |  |  |  |  |  |  |  |  |  |  |  |  |  |  |
| |                                                      |  |  |  |  |  |  |  |  |  |  |  |  |  |  |  |
| |                                                      |  |  |  |  |  |  |  |  |  |  |  |  |  |  |  |
| | 26. Philippe III của Pháp                            |  |  |  |  |  |  |  |  |  |  |  |  |  |  |  |
| |                                                      |  |  |  |  |  |  |  |  |  |  |  |  |  |  |  |
| |                                                      |  |  |  |  |  |  |  |  |  |  |  |  |  |  |  |
| | 13. Margaret của Pháp                                |  |  |  |  |  |  |  |  |  |  |  |  |  |  |  |
| |                                                      |  |  |  |  |  |  |  |  |  |  |  |  |  |  |  |
| |                                                      |  |  |  |  |  |  |  |  |  |  |  |  |  |  |  |
| | 27. Maria xứ Brabant                                 |  |  |  |  |  |  |  |  |  |  |  |  |  |  |  |
| |                                                      |  |  |  |  |  |  |  |  |  |  |  |  |  |  |  |
| |                                                      |  |  |  |  |  |  |  |  |  |  |  |  |  |  |  |
| | 3. Joan xứ Kent                                      |  |  |  |  |  |  |  |  |  |  |  |  |  |  |  |
| |                                                      |  |  |  |  |  |  |  |  |  |  |  |  |  |  |  |
| |                                                      |  |  |  |  |  |  |  |  |  |  |  |  |  |  |  |
| | 28. Baldwin Wake                                     |  |  |  |  |  |  |  |  |  |  |  |  |  |  |  |
| |                                                      |  |  |  |  |  |  |  |  |  |  |  |  |  |  |  |
| |                                                      |  |  |  |  |  |  |  |  |  |  |  |  |  |  |  |
| | 14. John Wake, Nam tước Wake of Liddell thứ nhất     |  |  |  |  |  |  |  |  |  |  |  |  |  |  |  |
| |                                                      |  |  |  |  |  |  |  |  |  |  |  |  |  |  |  |
| |                                                      |  |  |  |  |  |  |  |  |  |  |  |  |  |  |  |
| | 29. Hawise de Quincy                                 |  |  |  |  |  |  |  |  |  |  |  |  |  |  |  |
| |                                                      |  |  |  |  |  |  |  |  |  |  |  |  |  |  |  |
| |                                                      |  |  |  |  |  |  |  |  |  |  |  |  |  |  |  |
| | 7. Margaret Wake, Nữ Nam tước Wake of Liddell thứ ba |  |  |  |  |  |  |  |  |  |  |  |  |  |  |  |
| |                                                      |  |  |  |  |  |  |  |  |  |  |  |  |  |  |  |
| |                                                      |  |  |  |  |  |  |  |  |  |  |  |  |  |  |  |
| | 30. Sir William de Fiennes                           |  |  |  |  |  |  |  |  |  |  |  |  |  |  |  |
| |                                                      |  |  |  |  |  |  |  |  |  |  |  |  |  |  |  |
| |                                                      |  |  |  |  |  |  |  |  |  |  |  |  |  |  |  |
| | 15. Joan de Fiennes                                  |  |  |  |  |  |  |  |  |  |  |  |  |  |  |  |
| |                                                      |  |  |  |  |  |  |  |  |  |  |  |  |  |  |  |
| |                                                      |  |  |  |  |  |  |  |  |  |  |  |  |  |  |  |
| | 31. Blanche de Brienne, Nữ Nam tước Tingry           |  |  |  |  |  |  |  |  |  |  |  |  |  |  |  |
| |                                                      |  |  |  |  |  |  |  |  |  |  |  |  |  |  |  |
| |                                                      |  |  |  |  |  |  |  |  |  |  |  |  |  |  |  |